# Арабо (коммуна)
Арабо́ (фр. Arabaux, окс. Aravaut) — коммуна во Франции, находится в регионе Окситания. Департамент коммуны — Арьеж. Входит в состав кантона Фуа-Рюраль. Округ коммуны — Фуа.
Код INSEE коммуны — 09013.

## Население
Население коммуны на 2008 год составляло 66 человек.
| 1962 | 1968 | 1975 | 1982 | 1990 | 1999 | 2008 |
| ---- | ---- | ---- | ---- | ---- | ---- | ---- |
| 36   | 47   | 37   | 55   | 47   | 54   | 66   |

## Экономика
В 2007 году среди 38 человек в трудоспособном возрасте (15—64 лет) 32 были экономически активными, 6 — неактивными (показатель активности — 84,2 %, в 1999 году было 83,9 %). Из 32 активных работали 26 человек (12 мужчин и 14 женщин), безработных было 6 (2 мужчины и 4 женщины). Среди 6 неактивных 3 человека были учениками или студентами, 3 — пенсионерами.